# ماتیوس آلونسو
ماتیوس آلونسو هونوریو با نام ساده ماتیوس (زاده ۱۶ ژوئن ۱۹۸۳) یک فوتبالیست بازنشسته برزیلی است. او عمدتاً یک مدافع میانی است و می تواند در پست دفاع راست یا هافبک دفاعی نیز بازی کند. او بازیکنی بسیار تهاجمی بود.